# برازبد
برازبد از شاهان مهرانی گردمن از ۴۳۰ تا ۴۴۰ بود. او پسر و جانشین خورز بود. در دوران آغازین پادشاهی او، رابطهٔ خوبی با فرمانروای ایبری، آرچیل داشت. برازبد دختری به نام سگ‌دخت داشت که با پسر آریل، مهرداد پنجم ازدواج، کیش زرتشتی را رها کرد و به مسیحیت گروید و برای او پسری به نام واختانگ یکم آورد، که در آینده جانشین مهرداد به عنوان فرمانروای ایبری شد. برازبد در سال ۴۴۰ درگذشت و پسرش وراز-باکور جای او را گرفت.